# André Burthe
André Burthe d’Annelet, né le 8 décembre 1772 à Metz (Moselle), mort le 2 avril 1830 à Paris, est un général français de la Révolution et de l’Empire

## Biographie
Il entre en service le 6 avril 1791, dans le 2e régiment de dragons. Remarqué après la bataille de Neerwinden le 18 mars 1793, il devient sous-lieutenant au 10e régiment de dragons à l'armée du Nord. Il reçoit son brevet de capitaine par le général Bonaparte en septembre 1796, à l'armée d'Italie, et le 15 octobre 1798, il est nommé aide de camp du général Masséna à l'armée d'Helvétie.
Après la bataille de Zurich, il est fait chef d'escadron le 10 juin 1799, par le général Masséna, et en janvier 1800, il passe en Italie avec son général. Le 4 juin 1800, il porte au premier consul les drapeaux pris à l’ennemi, et il est élevé au grade d'adjudant-général le 13 juillet suivant. De 1801 à 1805, il sert à l'armée de Batavie, en Hollande et à Hanovre. En 1803, il s'embarque pour la Louisiane avec l'administrateur Pierre-Clément de Laussat et son cousin Dominique François Burthe. Il est fait chevalier de la Légion d'honneur le 14 juin 1804, et officier de l'ordre le 21 juin suivant.

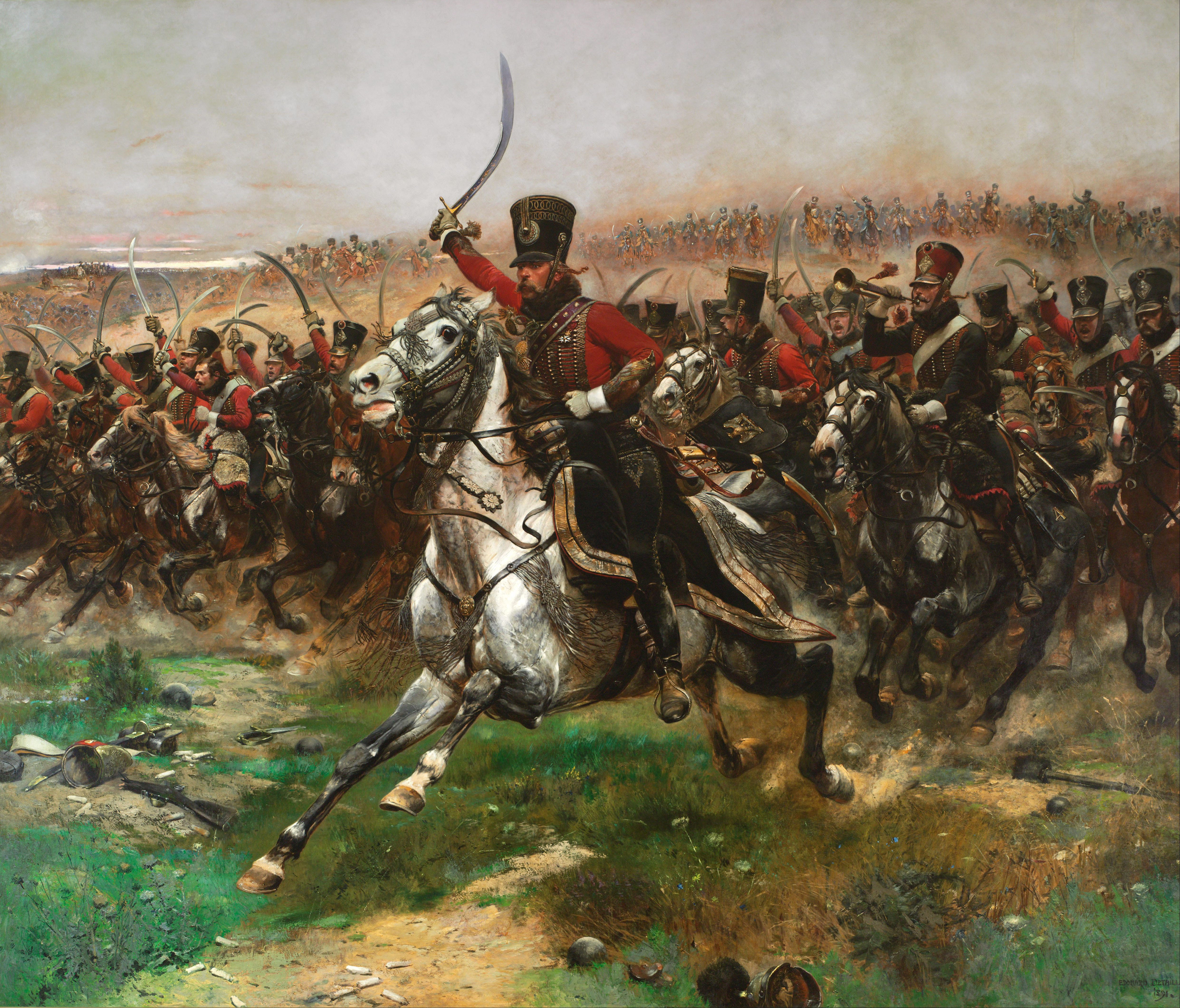
4e Hussards à la Bataille de Friedland, 14 juin 1807.

De retour en France, il est nommé colonel au 4e régiment de hussards le 4 février 1805, et il participe à la campagne d'Autriche. Il combat à Austerlitz le 2 décembre 1805, et il est élevé au grade de commandeur de la Légion d'honneur le 25 décembre 1805. En 1806 et 1807, il fait les campagnes de Prusse et de Pologne, et il est créé baron de l'Empire le 5 octobre 1808 à l'armée d'Espagne.
Aide de camp de Masséna, il est promu général de brigade de cavalerie le 30 décembre 1810, et en mai 1812, il commande la 7e brigade de la 2e division de cavalerie du 2e corps de la Grande Armée en Russie. Le 15 novembre 1812, il est blessé à la bataille de la Moskova, et fait prisonnier.
Rentré de captivité le 21 juillet 1814, il est employé à l'armée du Nord, comme commandant de la 1re brigade de la 9e division du 2e corps de cavalerie, et il charge à Fleurus le 16 juin 1815. Il est mis en non-activité lors du licenciement de l'armée en septembre 1815.
Il meurt le 2 avril 1830, à Paris. Il est inhumé au cimetière du Père-Lachaise à Paris (28e division, carré des maréchaux). À ses côtés reposent son épouse, née Mademoiselle Sarpy, médaillée de Sainte-Hélène, qui participa aux campagnes 1805-1808 et accompagna son mari à Iéna et Auerstaedt, Jules Félix Burthe (1804-1837), officier de cavalerie, Octavie Burthe (1825-1839) et André Adolphe Burthe (1808-1846), capitaine de cavalerie.

## Distinctions
- Il fait partie des 660 personnalités à avoir son nom gravé sous l’arc de triomphe de l’Étoile. Le sien est inscrit au côté nord.

## Dotation
- Le 5 octobre 1808, donataire d’une rente de 4 000 francs en Westphalie.

## Armoiries
| Figure | Blasonnement |
|        | Armes du 1er baron d’Annelet et de l’Empire (décret du 19 mars 1808, lettres patentes du 5 octobre 1808 (palais d’Erfurt)) Écartelé : le premier d’azur au sauvage d’or (portant un carquois et s’appuyant sur un arc du même, posé sur le sol à senestre) ; le second des barons militaires ; le troisième de gueules aux six drapeaux en sautoir d’or posés en trophée ; le quatrième parti d’argent et d’azur, l’argent à la tête de cheval de sable surmontée d’un étoile d’azur, l’azur chargé d’une lyre d’or., Livrées : les couleurs de l’écu. |

## Sources
- Thierry Lentz ; Denis Imhoff:La Moselle et Napoléon : étude d'un département sous le Consulat et l'Empire, éd. Serpenoise, Metz, 1986.
- Domenico Gabrielli, Dictionnaire historique du cimetière du Père-Lachaise XVIIIe et XIXe siècles, Paris, éd. de l'Amateur, 2002, 334 p. (ISBN 978-2-85917-346-3, OCLC 49647223, BNF 38808177)
- Émile Auguste Nicolas Jules Bégin, Biographie de la Moselle : ou, Historie par ordre alphabétique de toutes les personnes nées dans ce département, qui se sont fait remarquer par leurs actions, leurs talens, leurs écrits, leurs vertus, ou leurs crimes, vol. 1, Verronnais, 1829, 587 p. (lire en ligne) ;
- André Burthe sur roglo.eu
- (en) « Generals Who Served in the French Army during the Period 1789 - 1814: Eberle to Exelmans »
- Vicomte Révérend, Armorial du premier empire, tome 1, Honoré Champion, libraire, Paris, 1897, p. 154.